# Mieczysław Lubelski

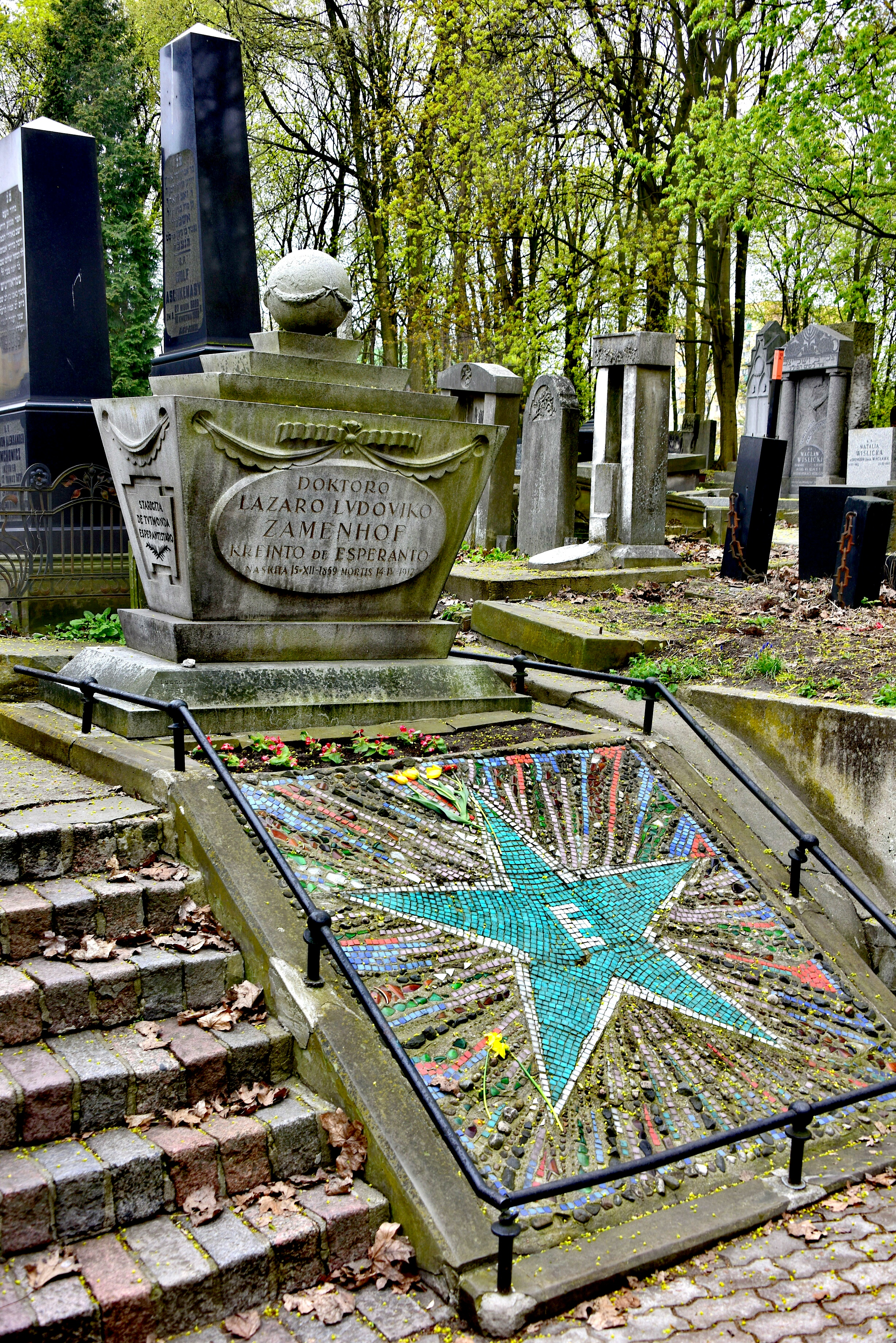
Nagrobek Ludwika Zamenhofa na cmentarzu żydowskim w Warszawie wykonany w Aberdeen w Szkocji

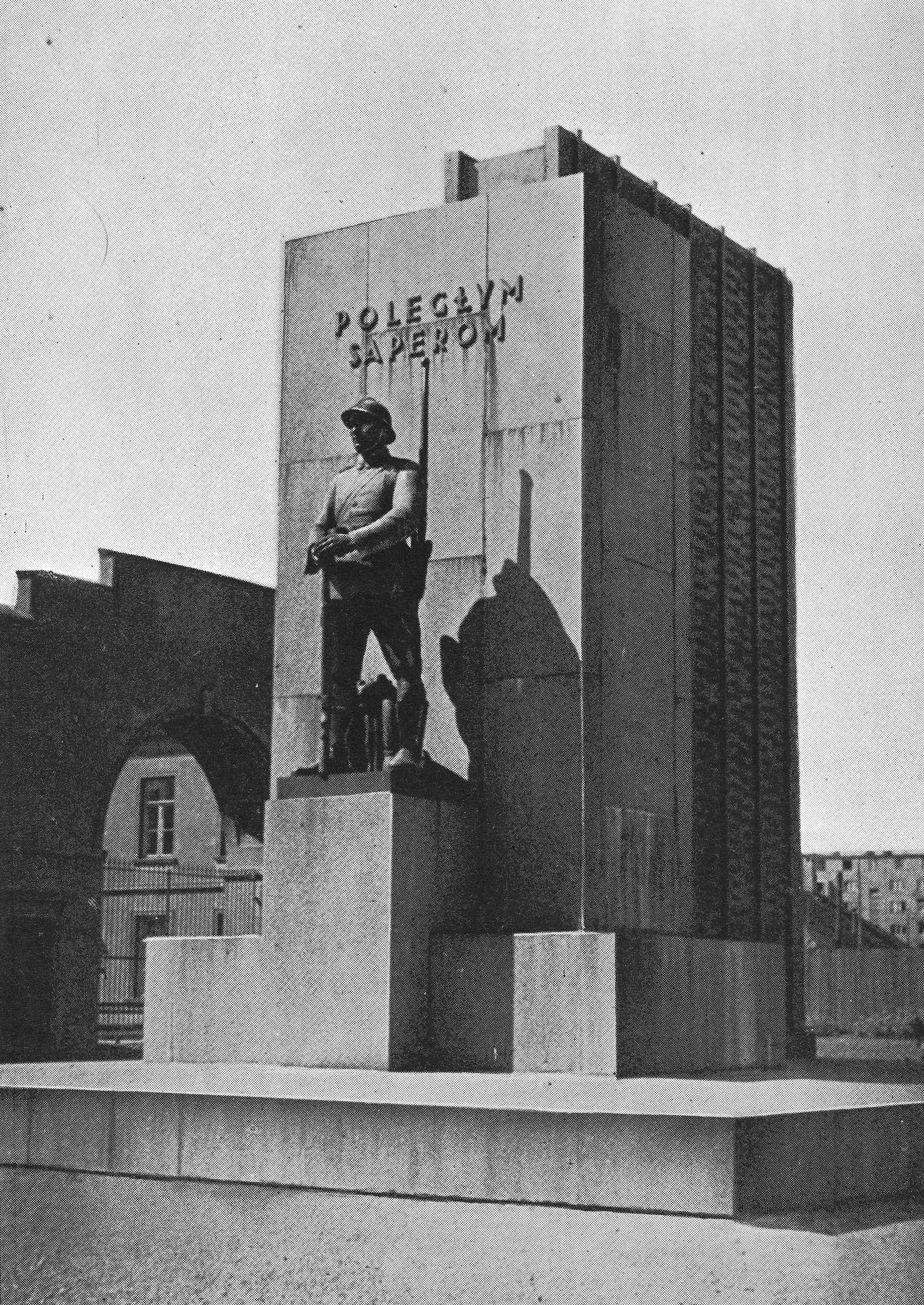
Pomnik Poległym Saperom w Warszawie

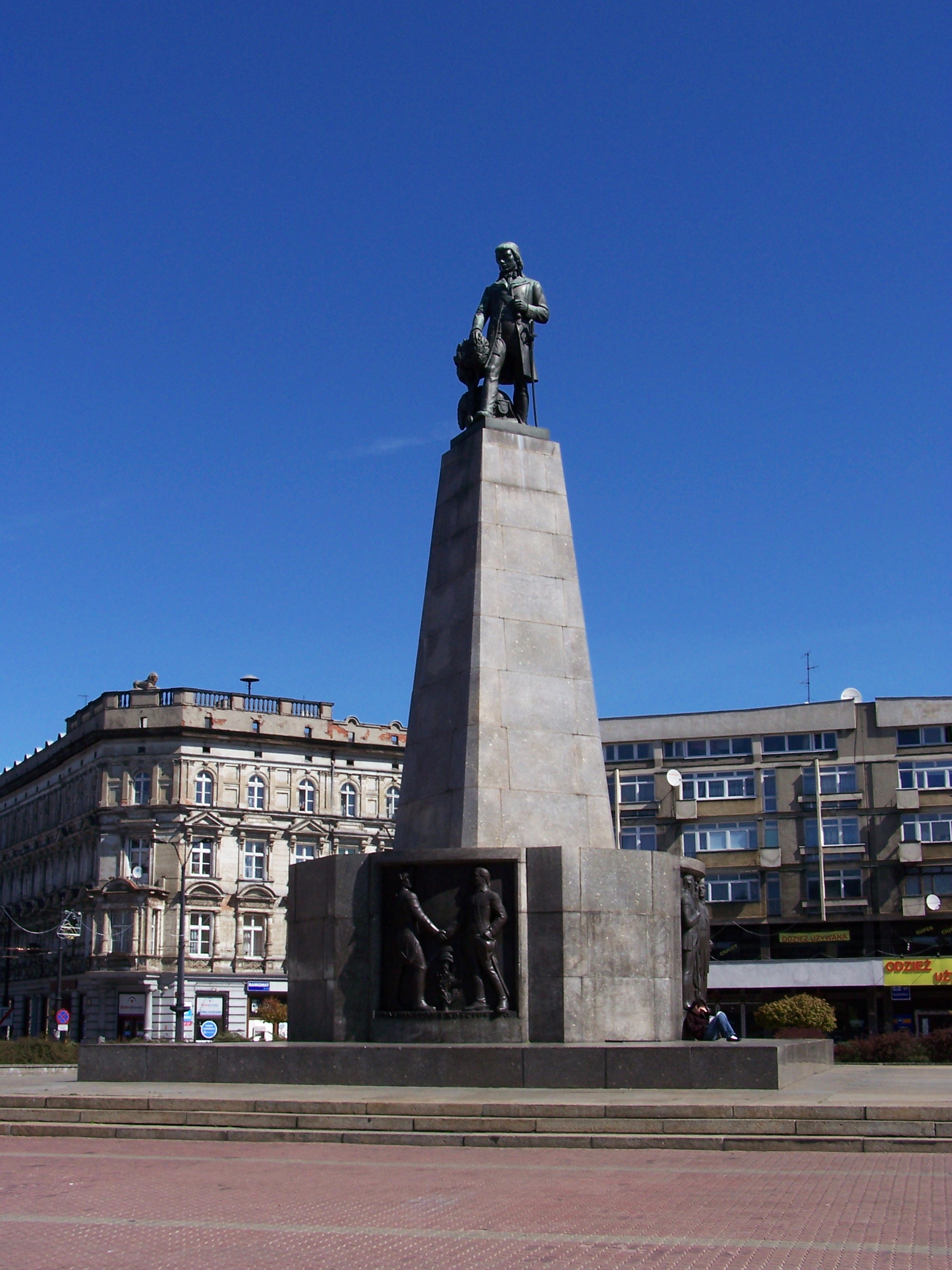
Pomnik Tadeusza Kościuszki w Łodzi

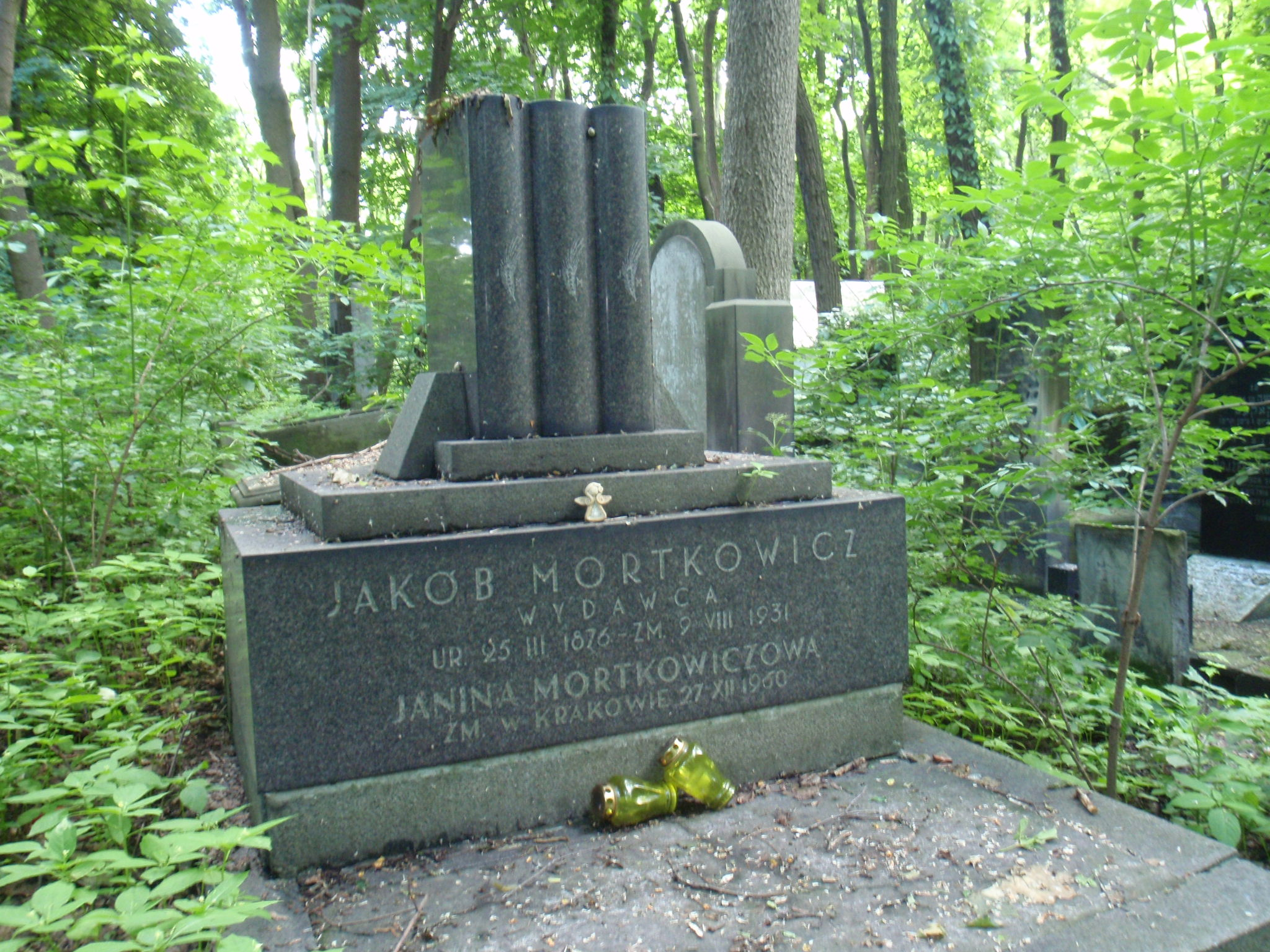
Grób Jakuba Mortkowicza i jego żony Janiny na cmentarzu żydowskim w Warszawie

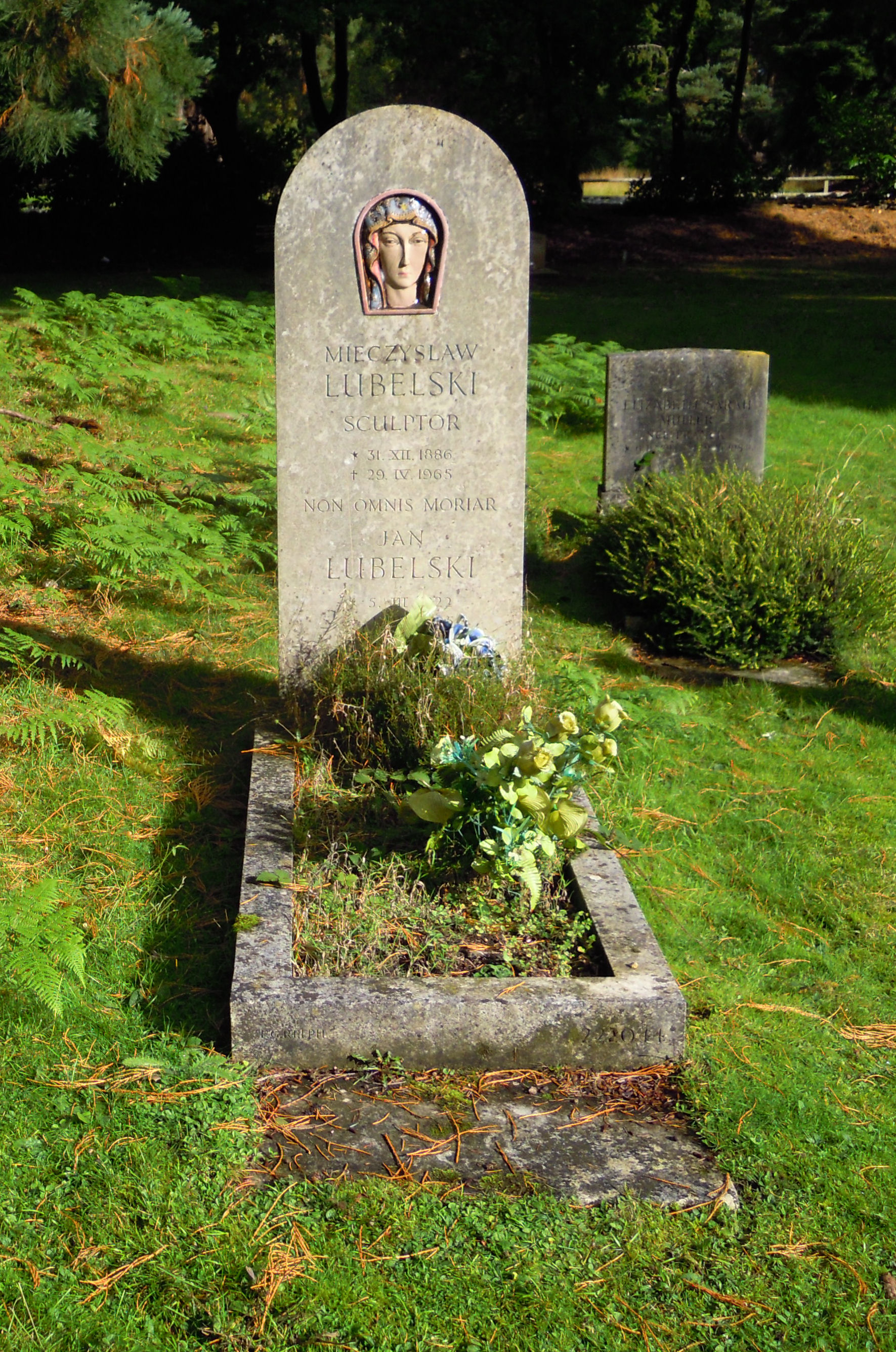
Grób Mieczysława Lubelskiego na cmentarzu Brookwood w Wielkiej Brytanii

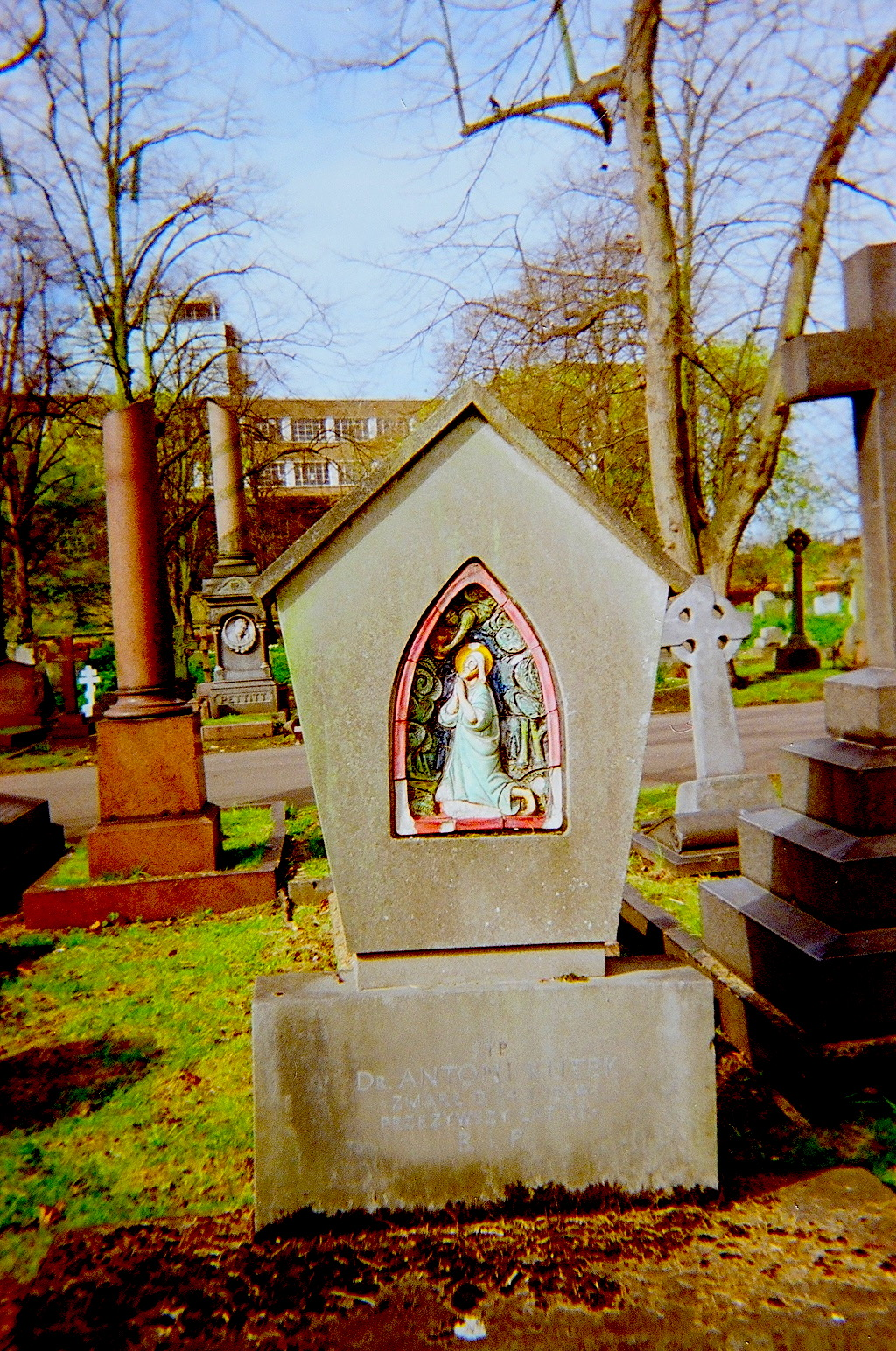
Grób Dr. Antoniego Kutka, Cmentarz Brompton w Londynie

Mieczysław Jan Ireneusz Lubelski (ur. 30 grudnia 1886, zm. 29 kwietnia 1965) – polski rzeźbiarz, autor dzieł rzeźby monumentalnej.

## Życiorys
Początkowo mieszkał w Poznaniu, później przeniósł się do Warszawy. Był właścicielem domu przy ul. Jakubowskiej 16 na Saskiej Kępie, gdzie również mieściła się jego pracownia.
Na początku II wojny światowej ukrywał się w Kielcach, w czym mu pomagał biskup kielecki Czesław Kaczmarek, z którym korespondował do końca życia. W czasie powstania warszawskiego pracował w podziemnej fabryce amunicji.
Należał do Armii Krajowej. Po zakończeniu wojny mieszkał w Wielkiej Brytanii.
Jest pochowany na cmentarzu w Brookwood w hrabstwie Surrey.

## Działalność artystyczna
Był uczniem Xawerego Dunikowskiego. Projektował nagrobki na cmentarzu żydowskim w Warszawie; m.in. nagrobek Ludwika Zamenhofa. Projekt powstał w 1921 roku, został wykonany w Aberdeen w Szkocji w tamtejszym szarym granicie i przetransportowany do Polski. Na kanwie tej historii Lubelski występuje jako rzeźbiarz pomnika Zamenhofa w powieści A Curable Romantic.
Od 1921 do 1927 r. należał do poznańskiej grupy Świt. W pierwszym składzie Świtu byli także: Fryderyk Pautsch, Adam Ballenstedt, Bronisław Bartel, Wiktor Gosieniecki, Stanisław Jagmin, Władysław Roguski, Stefan Sonnewend, Jan Jerzy Wroniecki. Wystawy Towarzystwa odznaczały się wysokim poziomem artystycznym, działając mobilizująco na rozwijającą się młodą poznańską kolonię artystyczną. 
Jego przedwojenna warszawska pracownia znajdowała się na Saskiej Kępie, w domu zaprojektowanym w 1928 przez Czesława Przybylskiego. W styczniu 1926 roku wygrał konkurs na pomnik Tadeusza Kościuszki w Łodzi. Na czas pracy nad pomnikiem zamieszkał w Łodzi w pracowni przy ul. Brzozowej 6. Kamień węgielny pod budowę pomnika położono 3 maja 1927 r., a prace nad jego powstaniem zajęły Lubelskiemu ok. 4 lat. Pomnik został odsłonięty 14 grudnia 1930 r. 
W 1927 na wystawie Rzeźba Polska przedstawił dwie prace Hygea, przekazująca swą wiedzę (sztuczny kamień) oraz Popiersie gen. Unruga; był też w jury wystawy konkursowej.
W pobliżu Northolt znajduje się Polish War Memorial wybudowany na cześć 2165 polskich lotników, którzy polegli w czasie II wojny światowej. Jest opisywany we wspomnieniach, m.in. z okresu wojennego, przez Stefanię Kossowską. Pomnik został wykonany przez Lubelskiego i został odsłonięty w 1948 roku koło bazy RAF Northolt, która była główną bazą polskich lotników w bitwie o Anglię.

## Życie prywatne
Był wnukiem Filipa Lubelskiego.
Na studiach w Berlinie poznał swoją przyszłą żonę Hildegardę z domu Frank, która była Niemką. Miał też dwóch braci, jeden z nich, Alfred Lubelski, z zawodu był lekarzem i występował w warszawskich kabaretach; drugi brat zginął w czasie wojny na Syberii; jego siostrą była Alina, śpiewaczka operowa. Miał dwoje dzieci; jego córka Urszula miała córkę Krystynę Podleską, a młodszym synem był Jan Stanisław Lubelski.

## Twórczość

### Pomniki
- pomnik 15. Pułku Ułanów Poznańskich (rzeźba, 1927),
- pomnik Tadeusza Kościuszki w Łodzi (1930),
- pomnik Poległym Saperom w Warszawie (1932–1933),
- pomnik Niepodległości (Legionisty) w Pabianicach (1933),
- pomnik Kazimierza Marcinkowskiego w Poznaniu,
- pomnik Władysława Jagiełły w Tuszynie k. Łodzi,
- pomnik Legionisty w Warszawie,
- pomnik Lotników Polskich na cmentarzu w Northolt (Wielka Brytania).

### Rzeźby sakralne
- wystrój kaplicy na Górczynie w Poznaniu,
- rzeźby w kościele w Puszczykowie k. Poznania,
- posąg MB Różańcowej przed kościołem pw. Najśw. Marii Panny w Pabianicach (1928)
- figura Matki Boskiej z Lourdes w kościele Podwyższenia św. Krzyża w Łodzi[23],

### Rzeźby nagrobne
- nagrobek Ludwika Zamenhofa na cmentarzu żydowskim w Warszawie (konkurs 1922, odsłonięcie 1926)[6][7],
- nagrobek Edwarda Flataua na cmentarzu żydowskim w Warszawie,
- nagrobek Jakuba Mortkowicza na cmentarzu żydowskim w Warszawie,
- plakieta portretowa na pomniku Eugenii Prochnau na cmentarzu ewangelicko-augsburskim w Warszawie,
- projekt pomnika nagrobnego Franciszka Sokoła na cmentarzu ewangelicko-augsburskim w Warszawie,
- nagrobek dr Antoniego Kutka na Cmentarzu Brompton w Londynie, ceramika w kapliczce z betonu.

### Inne realizacje
- wystrój rzeźbiarski Pasażu Apollo w Poznaniu (1920),
- panoplia na attyce i lwy bram bocznych gmachu Min. Spraw Wojskowych w Warszawie, ul. Nowowiejska (1924),
- wystrój rzeźbiarski fasady Domu Tramwajarza w Poznaniu (1925–1927) („pobudowane w 1926 r. z inicjatywy Pana Prezydenta miasta Poznania Cyryla Ratajskiego według planów inż. architekty[!] Adama Ballenstedta, z rzeźbami artysty rzeźbiarza Mieczysława Lubelskiego”[24]),
- rzeźba głowy Temidy w tympanonie pałacu Raczyńskich w Warszawie[25],
- marmurowe płaskorzeźby w westybulu Teatru Narodowego w Warszawie (zniszczone podczas II wojny światowej),
- płaskorzeźba „Grupa Hipokratesa” nad portalem wejściowym Państwowego Zakładu Higieny i Państwowej Szkoły Higieny (zespół trzech budynków) w Warszawie, ul. Chocimska 24, Stary Mokotów (1925)[26],
- elementy tzw. małej architektury na pl. Wolności w Łodzi (latarnie, studzienka oraz latarnie zdobiące wejście do ówczesnego Magistratu, dziś Muzeum Archeologiczno-Etnograficzne (nie istnieją).